# Преображенський Олександр Олександрович
Олександр Олександрович Преображе́нський (нар. 4 листопада 1898, Кольдюки — пом. 28 лютого 1976, Одеса) — радянський вчений в галузі виноробства, доктор технічних наук з 1971 року, професор з 1972 року.

## Біографія
Народився 4 листопада 1898 року в селі Кольдюках Тамбовської губернії Російської імперії (тепер Касимовський район Рязанської області Росії) в родині протоієрея Тамбовського кафедрального Свято-Преображенського собору. Рано втратив батьків. Після закінчення Сільськогосподарської академії імені К. А. Тімірязєва з 1924 року працював на винзаводі комбінату «Массандра». У 1935—1958 роках завідувач відділу виноробства Всесоюзного науково-дослідного інституту виноградарства і виноробства «Магарач»; в 1958—1959 роках завідувач відділом виноробства Українського інституту виноградарства і виноробства імені В. Є. Таїрова. З 1959 року завідувач кафедри виноробства Одеського технологічного інституту харчової і холодильної промисловості.
Помер в Одесі 28 лютого 1976 року.

## Наукова діяльність
Проводив роботи по поліпшенню технології виробництва окремих марок столових, міцних і десертних вин — мускатів, токаю і інших; ним запропонована і впроваджена у виробництво нова технологія приготування мадери в герметичній тарі; розроблена колонка для виробництва хересу, в якій хересні дріжджі впливають на відносно тонкий шар вина, послідовно переміщуваного під плівкою від молодого до більш старого; досліджено процеси отримання портвейну в анаеробних умовах і створені промислові установки для його виробництва.
Праці:
- Технология вин типа мадеры. — Москва, 1966 (у співавторстві з Д. М. Бєлогуровим, Д. О. Моїсеєнком);
- Технология крепких вин типа портвейн. — К., 1967 (у співавторстві з Д. О. Моїсеєнком, Г. І. Козубом);
- Мускатные вина. — К., 1967 (у співавторстві з Д. О. Моїсеєнком, Г. І. Козубом).